# Alban Lafont
Alban Lafont   (Ouagadougou, 23 de gener de 1999) és un futbolista francès nascut a Burkina Faso de la dècada de 2010.
Pel que fa a clubs, destacà a Toulouse FC i ACF Fiorentina.